# Ligue mondiale de volley-ball 2011
Navigation
Ligue mondiale 2010 Ligue mondiale 2012
La 22e édition de la Ligue mondiale de volley-ball se déroule du 27 mai au 1er juillet 2011 pour la phase intercontinentale et du 6 au 10 juillet pour la phase finale organisée à l'Ergo Arena de Gdansk/Sopot en Pologne.

## Formule de la compétition
Dans la phase intercontinentale, 16 équipes sont réparties en 4 poules.
8 équipes seront qualifiées pour la phase finale qui se déroulera du 6 au 10 juillet 2011 en Pologne.

Ces équipes seront :

- Le 1er de chaque poule (le 2e de la poule A, si la Pologne finit en tête)

- Les 3 meilleurs 2e

- Le pays organisateur qui est la Pologne.

Pour la deuxième année consécutive, le système de comptabilisation des points est : 

- Pour une victoire par 3-0 ou 3-1, le vainqueur obtient 3 points, le perdant 0 point.
- Pour une victoire par 3-2, le vainqueur obtient 2 points, le perdant 1 point.

Pour départager les équipes en cas d'égalité on utilise les critères suivants :
1. Nombre de matchs gagnés
2. Ratio des sets
3. Ratio des points

Les deux plus mauvais derniers disputent des barrages pour se maintenir en Ligue mondiale. Le Japon sera maintenu, quoi qu'il arrive, à la suite d'une décision de la FIVB prise le 29 juin 2011.

## Les équipes
Pour déterminer les deux dernières places qualificatives pour la Ligue mondiale, un tournoi de qualification a lieu entre six équipes.  Porto Rico et la  Corée du Sud se qualifient à l'issue de ces éliminatoires. Le  Japon et le  Portugal seront repêchés par la suite. Les 12 autres équipes étaient présentes l'année dernière dans la ligue mondiale.
| Poule A        | Poule B   | Poule C    | Poule D          |
| Brésil         | Russie    | Serbie     | Cuba             |
| Pologne        | Bulgarie  | Argentine  | Italie           |
| États-Unis     | Allemagne | Finlande   | France           |
| Porto Rico (Q) | Japon 1   | Portugal 2 | Corée du Sud (Q) |

Note 1 : Le 19 octobre 2010, Le Japon remplace les Pays-Bas.

Note 2 : Le 2 mars 2011, le Portugal remplace l'Égypte, forfait pour cause d'instabilité politique. La Chine qui était le premier choix de remplacement a décliné la proposition.

## Tour intercontinental

### Poule A
| # | Équipe     | Pts | J  | G  | Gt | Pt | P  | Sp | Sc | Ratio | Pp   | Pc   | Ratio |
| 1 | Brésil     | 30  | 12 | 10 | 0  | 0  | 2  | 32 | 10 | 3.2   | 1026 | 890  | 1.153 |
| 2 | États-Unis | 23  | 12 | 7  | 1  | 0  | 4  | 26 | 19 | 1.368 | 1050 | 1006 | 1.044 |
| 3 | Pologne    | 18  | 12 | 6  | 0  | 0  | 6  | 21 | 19 | 1.105 | 945  | 914  | 1.034 |
| 4 | Porto Rico | 1   | 12 | 0  | 0  | 1  | 11 | 5  | 36 | 0.139 | 813  | 1024 | 0.794 |

### Poule B
| # | Équipe    | Pts | J  | G | Gt | Pt | P | Sp | Sc | Ratio | Pp   | Pc   | Ratio |
| 1 | Russie    | 31  | 12 | 9 | 2  | 0  | 1 | 34 | 9  | 3.778 | 1046 | 857  | 1.221 |
| 2 | Bulgarie  | 22  | 12 | 5 | 2  | 3  | 2 | 27 | 22 | 1.227 | 1057 | 1045 | 1.011 |
| 3 | Allemagne | 15  | 12 | 2 | 3  | 3  | 4 | 23 | 28 | 0.821 | 1111 | 1127 | 0.986 |
| 4 | Japon     | 4   | 12 | 0 | 1  | 2  | 9 | 10 | 35 | 0.286 | 884  | 1069 | 0.827 |

### Poule C
| # | Équipe    | Pts | J  | G | Gt | Pt | P | Sp | Sc | Ratio | Pp   | Pc   | Ratio |
| 1 | Argentine | 25  | 12 | 7 | 2  | 0  | 3 | 29 | 15 | 1.933 | 1003 | 958  | 1.047 |
| 2 | Serbie    | 21  | 12 | 5 | 2  | 2  | 3 | 26 | 21 | 1.238 | 1111 | 1035 | 1.073 |
| 3 | Finlande  | 17  | 12 | 3 | 2  | 4  | 3 | 24 | 27 | 0.889 | 1115 | 1148 | 0.971 |
| 4 | Portugal  | 9   | 12 | 1 | 2  | 2  | 7 | 16 | 32 | 0.5   | 1028 | 1116 | 0.921 |

### Poule D
| # | Équipe       | Pts | J  | G | Gt | Pt | P | Sp | Sc | Ratio | Pp   | Pc   | Ratio |
| 1 | Italie       | 28  | 12 | 8 | 2  | 0  | 2 | 31 | 9  | 3.444 | 1039 | 898  | 1.157 |
| 2 | Cuba         | 23  | 12 | 6 | 2  | 1  | 3 | 23 | 19 | 1.211 | 1048 | 1016 | 1.031 |
| 3 | France       | 11  | 12 | 3 | 0  | 2  | 7 | 15 | 29 | 0.517 | 1042 | 1106 | 0.942 |
| 4 | Corée du Sud | 10  | 12 | 3 | 0  | 1  | 8 | 14 | 26 | 0.538 | 905  | 1014 | 0.893 |

## Phase finale
La phase finale se déroulera en Pologne du 6 au 10 juillet 2011. La Pologne est qualifiée d'office en tant qu'organisateur.

Il y aura deux vainqueurs de poule, un deuxième et la Pologne dans la poule E tandis qu'il y aura deux vainqueurs de poule et deux deuxièmes dans la poule F.

### Composition des groupes
| Poule E               | Poule F               |
| Pologne Organisateur  | Brésil 1er Poule A    |
| Argentine 1er Poule C | Russie 1er Poule B    |
| Italie 1er Poule D    | États-Unis 2e Poule A |
| Bulgarie 2e Poule B   | Cuba 2e Poule D       |

### Poule E
| # | Équipe    | Pts | J | G | Gt | Pt | P | Sp | Sc | Ratio | Pp  | Pc  | Ratio |
| 1 | Argentine | 7   | 3 | 2 | 0  | 1  | 0 | 8  | 4  | 2     | 276 | 257 | 1.074 |
| 2 | Pologne   | 4   | 3 | 0 | 2  | 0  | 1 | 6  | 7  | 0.857 | 264 | 286 | 0.923 |
| 3 | Bulgarie  | 4   | 3 | 1 | 0  | 1  | 1 | 5  | 6  | 0.833 | 241 | 242 | 0.996 |
| 4 | Italie    | 3   | 3 | 1 | 0  | 0  | 2 | 4  | 6  | 0.667 | 229 | 225 | 1.018 |

### Poule F
| # | Équipe     | Pts | J | G | Gt | Pt | P | Sp | Sc | Ratio | Pp  | Pc  | Ratio |
| 1 | Russie     | 9   | 3 | 3 | 0  | 0  | 0 | 9  | 1  | 9     | 257 | 207 | 1.242 |
| 2 | Brésil     | 5   | 3 | 1 | 1  | 0  | 1 | 6  | 6  | 1     | 256 | 265 | 0.966 |
| 3 | États-Unis | 2   | 3 | 0 | 1  | 0  | 2 | 5  | 8  | 0.625 | 283 | 296 | 0.956 |
| 4 | Cuba       | 2   | 3 | 0 | 0  | 2  | 1 | 4  | 9  | 0.444 | 268 | 293 | 0.915 |

### Tableau final
|  | Demi-finales           | Demi-finales           |                        |   | Finale                 | Finale                 |
|  | Demi-finales           | Demi-finales           |                        |   | Finale                 | Finale                 |
|  |                        |                        |                        |   |                        |                        |
|  | 09.07.11, Gdańsk/Sopot | 09.07.11, Gdańsk/Sopot |                        |   | 10.07.11, Gdańsk/Sopot | 10.07.11, Gdańsk/Sopot |
|  | 09.07.11, Gdańsk/Sopot | 09.07.11, Gdańsk/Sopot |                        |   | 10.07.11, Gdańsk/Sopot | 10.07.11, Gdańsk/Sopot |
|  | Argentine              | 0                      |                        |   | 10.07.11, Gdańsk/Sopot | 10.07.11, Gdańsk/Sopot |
|  | Argentine              | 0                      |                        |   | 10.07.11, Gdańsk/Sopot | 10.07.11, Gdańsk/Sopot |
|  | Brésil                 | 3                      |                        |   | 10.07.11, Gdańsk/Sopot | 10.07.11, Gdańsk/Sopot |
|  | Brésil                 | 3                      | Brésil                 | 2 |                        |                        |
|  | 09.07.11, Gdańsk/Sopot |                        | Brésil                 | 2 |                        |                        |
|  |                        | Russie                 | 3                      |   |                        |                        |
|  | Russie                 | Russie                 | 3                      | 3 |                        |                        |
|  | Russie                 |                        |                        | 3 |                        |                        |
|  | Pologne                | 1                      |                        |   |                        |                        |
|  | Pologne                | 1                      | Match pour la 3e place |   |                        |                        |
|  |                        |                        |                        |   |                        |                        |
|  | 10.07.11, Gdańsk/Sopot |                        |                        |   |                        |                        |
|  |                        |                        |                        |   |                        |                        |
|  | Argentine              | 0                      |                        |   |                        |                        |
|  | Argentine              | 0                      |                        |   |                        |                        |
|  | Pologne                | 3                      |                        |   |                        |                        |
|  | Pologne                | 3                      |                        |   |                        |                        |

## Classement final
| Place                     | Équipe       |
| ------------------------- | ------------ |
| Médaille d'or, monde      | Russie       |
| Médaille d'argent, monde  | Brésil       |
| Médaille de bronze, monde | Pologne      |
| 4                         | Argentine    |
| 5                         | Bulgarie     |
| 6                         | Italie       |
| 7                         | États-Unis   |
| 8                         | Cuba         |
| 9                         | Serbie       |
| 10                        | Finlande     |
| 11                        | Allemagne    |
| 12                        | France       |
| 13                        | Corée du Sud |
| 14                        | Portugal     |
| 15                        | Japon        |
| 16                        | Porto Rico   |

## Distinctions individuelles

### Meilleures statistiques lors du tour préliminaire
- Meilleur marqueur : Mikko Oivanen
- Meilleur attaquant : Henry Bell Cisnero
- Meilleur contreur : Teodor Todorov
- Meilleur serveur : Clayton Stanley
- Meilleur défenseur : Krzysztof Ignaczak
- Meilleur passeur : Lukasz Zygadlo
- Meilleur réceptionneur : Murilo Endres
- Meilleur libero : Krzysztof Ignaczak

### Récompenses lors du tour final
- MVP : Maxim Mikhailov
- Meilleur marqueur : Bartosz Kurek
- Meilleur attaquant : Théo Fabricio Nery Lopes
- Meilleur contreur : Maxim Mikhailov
- Meilleur serveur : Dmitri Muserski
- Meilleur passeur : Luciano De Cecco
- Meilleur réceptionneur : Murilo Endres
- Meilleur libéro : Krzysztof Ignaczak